# Paeon versicolor
Paeon versicolor är en kräftdjursart som beskrevs av C. B. Wilson 1919. Paeon versicolor ingår i släktet Paeon och familjen Sphyriidae. Inga underarter finns listade i Catalogue of Life.